# Cass County, Texas
Cass County är ett administrativt område i delstaten Texas, USA, med 30 464 invånare (2010). Den administrativa huvudorten (county seat) är Linden.

## Geografi
Enligt United States Census Bureau har countyt en total area på 2 486 km². 2 427 km² av den arean är land och 60 km² är vatten.

### Angränsande countyn
- Bowie County - norr
- Miller County, Arkansas - nordost
- Caddo Parish, Louisiana - sydost
- Marion County - söder
- Morris County - väster